# Аркалык (Кыргызстан)
Аркалык (кирг. Аркалык) — село в Базар-Коргонском районе Джалал-Абадской области Кыргызстана. Входит в состав Сайдыкумского айылного аймака.

## География
Село расположено в юго-восточной части области, на расстоянии приблизительно 3 километров (по прямой) к юго-юго-западу от города Базар-Коргон, административного центра района. Абсолютная высота — 667 метров над уровнем моря.

## Население
Согласно оценочным данным Национального статистического комитета Кыргызской Республики, численность населения села на начало 2023 года составляла 810 человек.
| год     | 2009 | 2014 | 2015 | 2020 | 2021 | 2023 |
| ------- | ---- | ---- | ---- | ---- | ---- | ---- |
| человек | 534  | 626  | 707  | 828  | 842  | 810  |